# 佩德罗·因方特

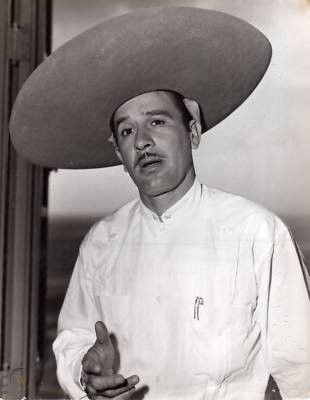
佩德罗·因方特

佩德罗·因方特（1917年11月18日 - 1957年4月15日）是一位墨西哥歌手和演员。1957年4月15日，他所坐的飛機因引擎故障在梅里達坠毁。佩德罗·因方特一共出演了60多部电影，并录制了 350 多首歌曲。他後來被追授最佳男演員銀熊獎。